# Скорострельная пушка Барановского

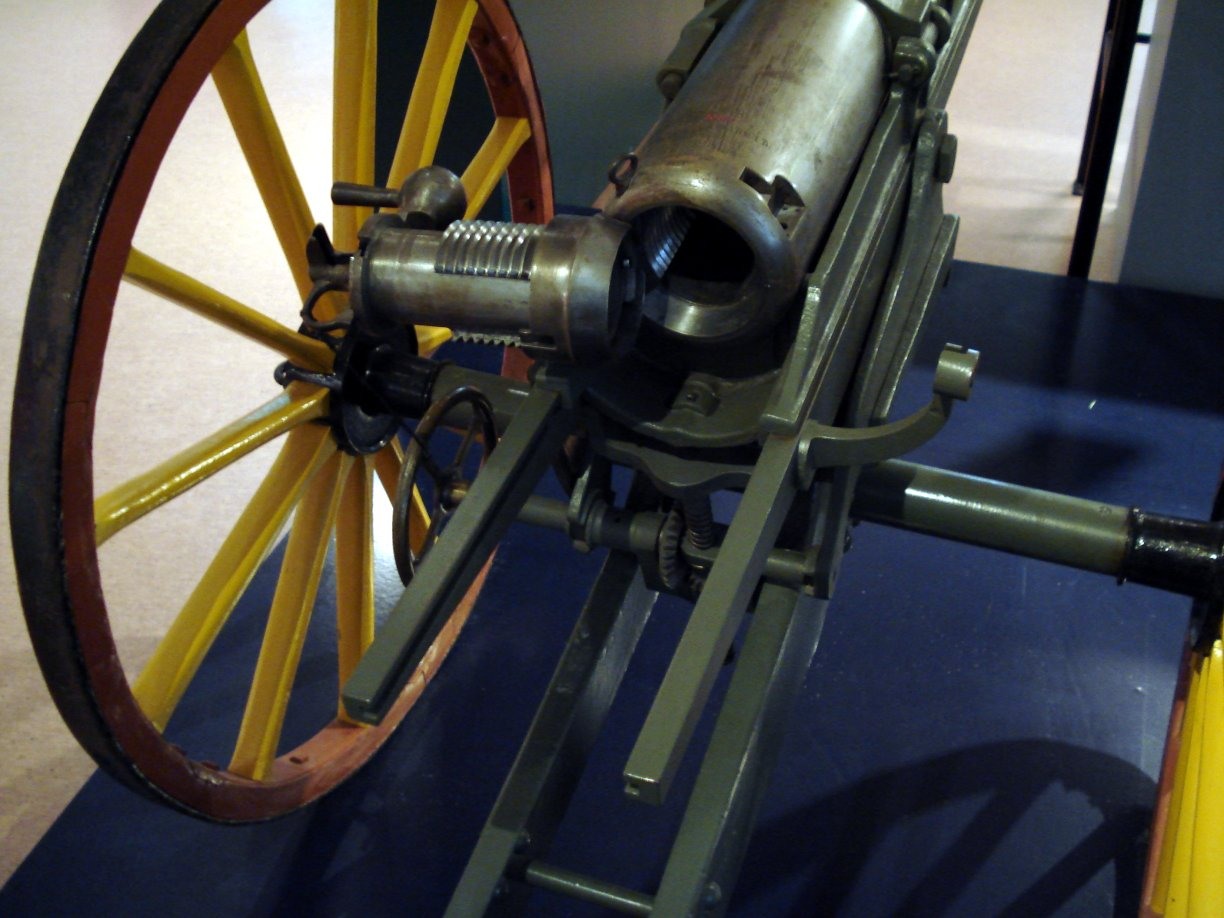
Пушка Барановского сзади-справа

Пушка Барановского, Барановского пушка — несколько образцов 2,5-дюймовых (63,5-миллиметровых) скорострельных орудий для конной и горной артиллерии и для вооружения десантных отрядов кораблей, спроектированных в 1870-х годах русским инженером Владимиром Степановичем Барановским.
Первая скорострельная полевая и горная пушка в мире.

## История
- 1872 — На заводе Нобеля изготовлены две 1,5-дюймовых скорострельных пушки.
- 1873 — В. С. Барановский за свой счёт изготовил и испытал 2-дюймовую скорострельную пушку с подъемным механизмом и винтовым продольно-скользящим затвором, стреляющую унитарным патроном
- 1874 — В Санкт-Петербургском арсенале отливают медную 2,5-дюймовую пушку Барановского, скреплённую стальным кожухом.
- 11 января 1875 — сравнительные испытания стальной и медной пушек Барановского показали преимущество стальной пушки.
- 1875 — В. С. Барановский заказывает несколько стальных 2,5-дюймовых пушек в Карлсруэ.
- Осень 1875 — параллельные испытания 2,5-дюймовой конной пушки Барановского и 3-дюймовой пушки Обуховского завода.
- 25 апреля 1878 — первый заказ Морского ведомства на 10 пушек Барановского.
- 1882 — пушку Барановского официально приняли на вооружение.
- 1908 — флот и затем Главное артиллерийское управление отказались от пушки Барановского.

## Конструкция пушки

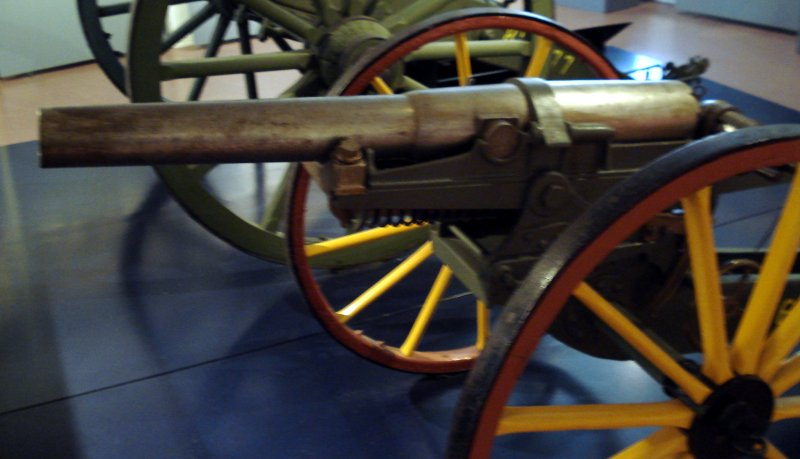
Пушка Барановского слева

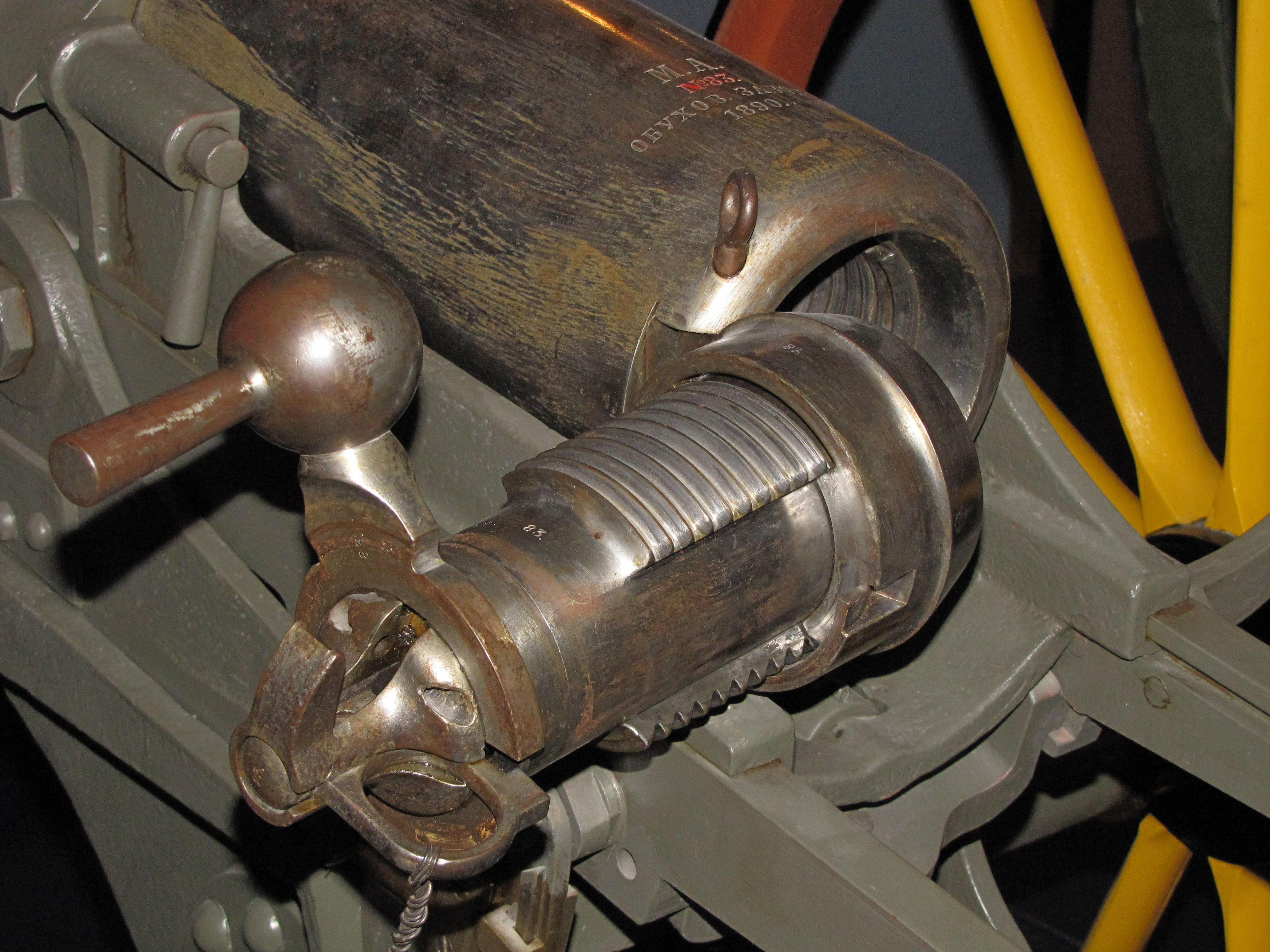
Поршневой затвор с самовзводящимся осевым пружинным ударником

В скорострельных орудиях своей системы В. С. Барановский внедрил целый ряд новшеств, благодаря которым его пушка стала первым скорострельным орудием классической схемы в мире:
- Безоткатный лафет с гидравлическим (масляным) тормозом отката и пружинным накатником[1].
- Поршневой затвор с самовзводящимся осевым пружинным ударником[1].
- Предохранитель для предотвращения выстрела при не вполне закрытом затворе и возможностью повторного взведения при осечке[1].
- Быстродействующие винтовые поворотный и подъёмный механизмы[1].
- Унитарное заряжание с экстракцией стреляных гильз[1].
- Оптический прицел С. К. Каминского[1].

Стальной ствол скреплён с цапфами кожухом, надетым в горячем состоянии. Крутизна нарезов постоянная — в остальном канал соответствует образцу 1877 года. Подъёмный механизм представлял собой одиночный винт, расположенный между станинами. Для придания больших углов склонения на подъёмный винт надевался колпак.
Лафет разборный (лобовая часть лафета с осью и хоботовая часть с сошником) — части соединялись между собой шарнирными болтами. Лопасть оси цилиндрическая с коническими концами, на которые навинчивались тарелкообразные шайбы.
Вьючные сёдла и амуниция сходны с 3-фунтовой горной пушкой. Передок отличался от передка 3-фунтовой горной пушки отсутствием деревянного горбыля, причём шкворень укреплён посередине железной поперечины. На концах последней имелись обоймы для продевания в них концов оглобель.

## Технические характеристики
- Калибр — 2,5 дюйма (63,5 мм)
- Длина ствола — 1260/19,8 мм/клб
- Длина канала ствола — 1070/16,8 мм/клб
- Длина нарезной части — 778 мм
- Число нарезов — 20
- Крутизна нарезов — 30 калибров
- Глубина нарезов — 0,635 мм
- Начальная скорость снаряда — 427 м/с
- Табличная дальность стрельбы — 1830 м
- Предельная дальность стрельбы — 2800 м
- Вес замка — 8,4 кг
- Вес ствола с замком — 106 кг (96,6 кг горной пушки[5])
- Масса орудия в боевом положении — 272 кг,
- Скорострельность — 5 выст/мин.

## Боеприпасы
Боекомплект и баллистика 2,5-дм пушки Барановсого.
По имеющимся данным для горного варианта пушки унитарные патроны с более тяжёлыми снарядами. Так в состав боекомплекта горной пушки входили:
1. Чугунная двустенная кольцевая граната обыкновенного чугуна с двумя медными поясками длиной 3,5 клб, весом 4 кг[6], вес взрывчатого вещества 72,5 гр.(артиллерийский порох) Трубка ударная Барановского.
2. Шрапнель с перегородкой (железные стенки и чугунное ввинтное дно) с двумя медными поясками длиной в 3,5 клб, вес 0,46 кг, вес взрывчатого вещества 30 гр. 88 пуль по 10,7 гр. диаметром 12,7 мм. 10-секундная дистанционная трубка простого действия.

Обычно для снаряжения снарядов в России применялась смесь из 66,7 % селитры, 16,6 % серы и 16,7 % угля, но в пушке Барановского применялся артиллерийский чёрный порох.
Картечь к горным пушкам Барановского не полагалась — при необходимости шрапнель ставилась на 0,1 с.
Патрон состоял из железного поддона и жестяной гильзы.
Иногда горную пушку Барановского путают с горной пушкой образца 1883 года производства Круппа с более тяжёлыми снарядами, у которой клиновой затвор, картузное заряжание и отсутствовали противооткатные устройства по оси канала ствола, её снаряды: 1. Чугунная двустенная граната массой 4,15 кг длиной в 3,6 клб, масса ВВ 66 г. Трубка ударная образца 1884 г. 2. Шрапнель диафрагменная со стальным корпусом и приставкой латунной головной массой 4,15 кг длиной в 3,9 клб, масса взрывчатого вещества 30 г. Шрапнель содержала 100 стальных пуль диаметром 12,7 мм и массой 10,7 г. Трубка 10-секундная образца 1885 3. Картечь в жестяной оболочке весом 3,35 кг длиной 3,9 клб, содержала 96 пуль диаметром 19 мм и весом по 25,6 гр.
Для десантной пушки в боекомплект входили:
1. Чугунная граната массой 2,55 кг длиной в 2,6 клб, масса ВВ — 90 г пороха. Трубка ударная.
2. Шрапнель массой 2,4 кг длиной в 2,9 клб (по др. данным была и шрапнель массой до 3 кг имевшая 56 пуль). Трубка 10-секундная.
3. Картечь в жестяной оболочке массой 3,35 кг длиной 3,9 клб, содержала 96 пуль диаметром 19 мм и массой по 25,6 г.
4. Учебный патрон со сплошным деревянным имитатором снаряда.

Табличная дальность стрельбы десантной пушки составляла 1830 м, при этом у гранаты Vо = 372 м/с и угол +10°, а у шрапнели соответственно 329 м/с и угол +6,1°.
Снаряды имели два медных (или латунных) пояска: ведущий и центрирующий. Гильза патрона составная: к стальному поддону прикреплён жестяной корпус, который закреплён у фланца с помощью стального наружного кольца. Стенки корпуса гильзы состоят из 2 кусков вылуженной жести, которые свёрнуты в трубку. Гильзы одинаковые для всех вариантов 2,5-дм пушек Барановского. Крепление снарядов в дульце гильзы производилось на ведущем пояске. Снарядный ящик имел 9 гнёзд, в которых размещались 4 гранаты и 4 шрапнели, в 9-м гнезде — мелкая принадлежность.

## Модификации пушки

### Конная пушка
В сентябре 1877 года первая конная батарея из двух 2,5-дюймовых пушек Барановского была отправлена на русско-турецкий фронт. В том же году было решено сформировать одну опытную конную батарею 6-орудийного состава. Материальная часть для этой батареи была изготовлена к весне 1878 года, но массовое производство начато не было.

### Горная пушка
На основе конной пушки Барановский спроектировал горную пушку такой же конструкции и на свои средства изготовил её на заводе Бергера. 20 января 1878 года он доставил орудие из Германии и предложил её за 1200 рублей Главному артиллерийскому управлению. После сравнительных испытаний вместе с 7,5-см горной пушкой Круппа установили, что по точности стрельбы пушка Барановского значительно превосходит крупповскую, по эффективности действия гранаты пушки равны, а по эффективности действия шрапнели пушка Круппа несколько лучше. Комиссия отдала предпочтение пушке Барановского.
9 мая 1878 года в Германии был размещён заказ на 40 горных пушек Барановского для формирования четырёх батарей. К февралю 1879 года все 40 орудий были изготовлены.
После проведения в 1879 году сравнительных испытаний дивизиона горных пушек Барановского с горными орудиями других систем на Кавказе, в середине 1879 года пушки были приняты военным ведомством в качестве замены 3-фунтовой нарезной горной пушки образца 1867 года (имевшей бронзовый ствол).
Попытки изготовить для пушки подходящий лафет затянулись. Барановский представил свой лафет (неразборный стальной) в начале 1878 года. Но при испытаниях станины оказались слишком длинны и беспокоили вьючную лошадь. Укороченный же лафет опрокидывался при стрельбе. В ноябре 1878 года Барановский изготовил складной лафет из листовой бессемеровской стали — первый складной лафет в Европе. Но и этот вариант оказался не совсем удачным. Затем были спроектированы горные лафеты Дюшена и Энгельгардта.
В конце 1879 года двоюродный брат Барановского изготовил новый складной лафет системы П. В. Барановского, который успешно прошёл испытания, но не был принят Артиллерийским комитетом из-за высокой стоимости производства. Более дешёвый железный станок спроектировал инженер Крель. В начале 1880 года Артиллерийский комитет внезапно изменил тактико-техническое задание на горный лафет и потребовал увеличить углы вертикального наведения. Крель оперативно изготовил три новых образца железных складных лафетов. Первый образец не выдержал испытаний, а второй и третий успешно их преодолели.
После принятия лафета к производству 2,5-дюймовые горные пушки Барановского на лафетах Креля поступили на вооружение:
- 5-й батареи 38-й артиллерийской бригады (8 орудий);
- 7-й батареи Туркестанской артиллерийской бригады (8 орудий);
- 3-й батареи Восточно-Сибирской артиллерийской бригады (8 орудий);
- 1-й батареи Восточно-Сибирской артиллерийской бригады (4 орудия);
- 2-й батареи Восточно-Сибирской артиллерийской бригады (4 орудия).

### Десантная пушка

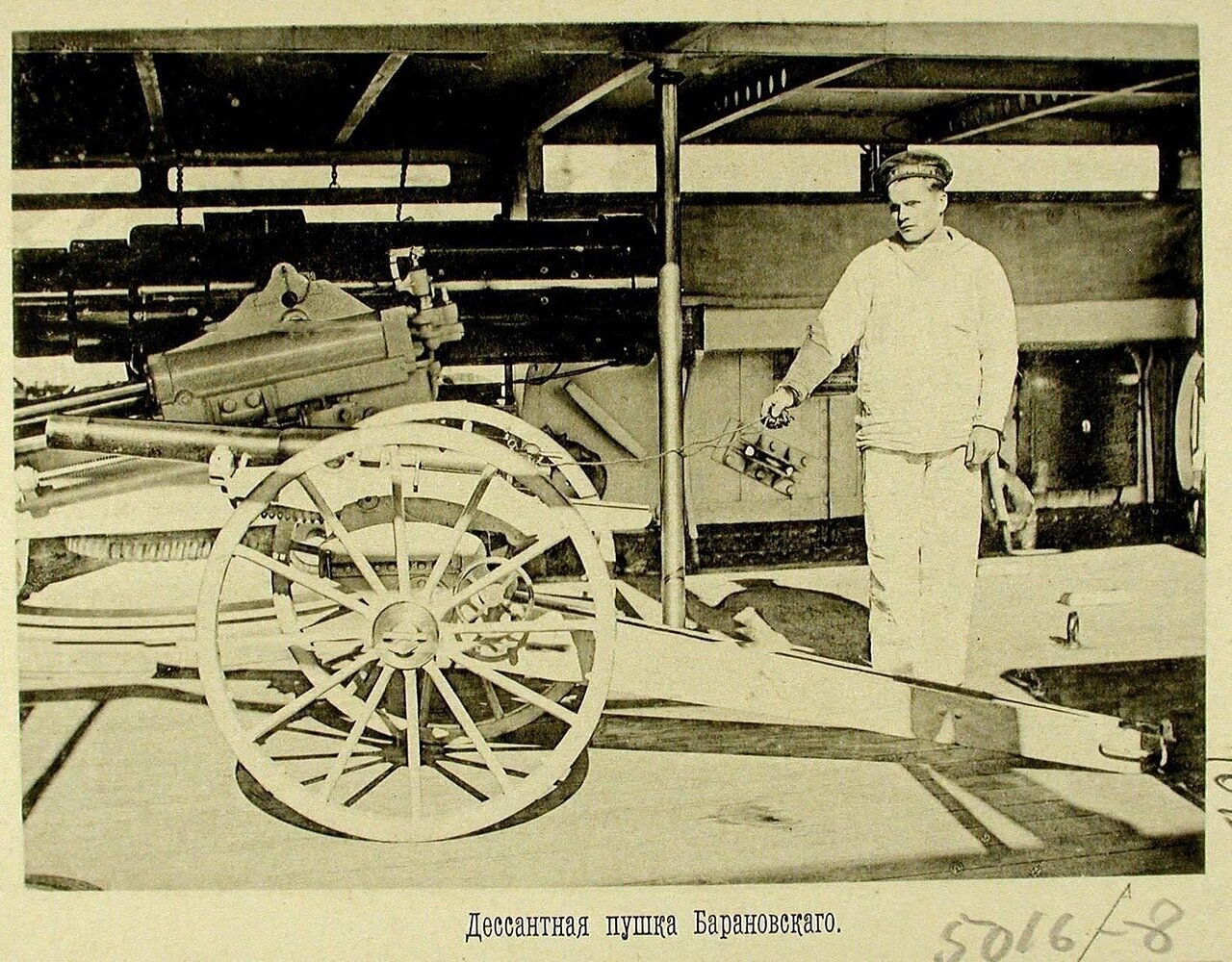
г. Чифу (Китай). Русский матрос у десантной пушки Барановского на крейсере. 1895 г.

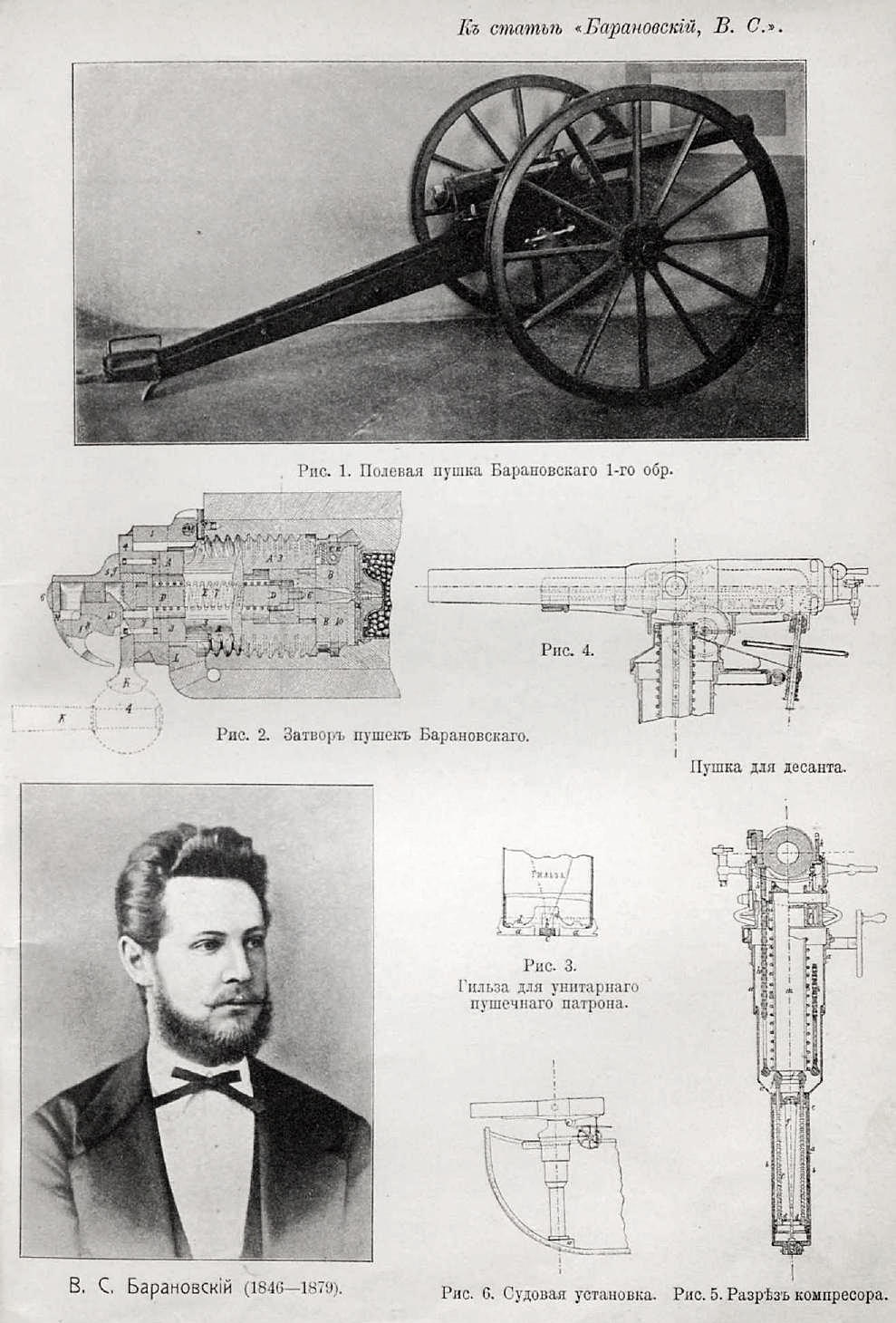
Фото из «Военной энциклопедии» и с корабельныи станком десантной пушки

28 декабря 1876 года генерал-адмирал великий князь Константин Николаевич осмотрел конную пушку Барановского, приказал приобрести один экземпляр и изготовить к ней опытный морской станок.
Станок на корабле устанавливался на специальной тумбе, прикреплённой тремя болтами к палубе (в виде равностороннего треугольника), высота оси цапф от палубы 1068 мм. Чтобы переставить качающуюся часть пушки с корабельной тумбы на колесный десантный лафет, требовалось отвинтить всего один болт. Высота оси цапф на колёсном лафете 864 мм. На шлюпках пушка устанавливалась на колесном лафете, при этом колеса снимались, а концы оси лафета помещались в железных подцапфенниках в планшире шлюпки и прикрывались железными горбылями. Задний конец хобота лафета прихватывался к банке канатом. Таким образом, орудие могло вести огонь со шлюпки в небольшом носовом секторе.
Расчёт к пушке Барановского на корабле — четыре человека, на берегу — девятнадцать — один унтер-офицер, два комендора и 16 человек прислуги. Для возки на берегу в лафет с пушкой и тележку с патронами впрягалось по 8 человек (четверо в дышло и столько же в лямки). Каждая десантная рота должна была иметь две пушки и одну тележку с патронами.
Первый заказ на 10 пушек Барановского Морское ведомство сделало 25 апреля 1878 года, хотя официально её приняли на вооружение лишь в 1882-м. К 1889 году в Морском ведомстве состояло на вооружении 60 пушек, а к 1901 году — 125. Эти орудия изготавливались на Опытном судостроительном заводе (к 1 мая 1901 года завод сдал Морскому ведомству 148 пушек), а станки — на заводе братьев Барановских и на Металлическом заводе в Петербурге.
Десантные пушки поступили на вооружение кораблей русского флота от канонерских лодок до броненосцев. На корабле 1-го ранга (броненосцы и крейсера 1-го ранга) полагалось по две десантные пушки, а 2-го ранга (крейсера 2-го ранга, мореходные канонерские лодки) — по одной.

## Судьба пушки

### Конная и горная пушка
В 1880-х годах Главное артиллерийское управление было консервативно и с недоверием относилось к противооткатным устройствам и орудиям с откатом по оси канала, унитарному и даже раздельно-гильзовому заряжанию. С 1885 года батареи, вооружённые пушками Барановского, начали перевооружаться 2,5-дюймовыми горными пушками образца 1883 г., а пушки Барановского отправили на склад. В 1891 году рассматривалось вооружение пушками Барановского речных пароходов на Аму-Дарье и Амуре, но реализовано это предложение не было.
На 28 ноября 1897 года на складах пушек Барановского: 6 конных (на Санкт-Петербургском складе) и 40 горных. К горным пушкам имелось 72 лафета. Журналом Артиллерийского комитета № 591 за ноябрь 1897 года постановлено находившиеся на складах 2,5" горные пушки Барановского исключить и считать негодными, высказав пожелание сохранить по одной конной и горной пушке Барановского для Артиллерийского музея.
По данным А. Широкорада, несколько орудий применялись в ПВО Морской крепости Петра Великого. Какое-то количество пушек оставалось на складах и после Гражданской войны. 31 августа 1923 года они отнесены к 3-й категории как «утратившие всякое боевое значение».
Причиной быстрого схода со сцены скорострельной пушки Барановского образца 1877 года послужил целый комплекс причин:
1. Дымный порох. Но на момент создания системы другого и не было, а запаса прочности всей конструкции для использования нитропорохов, разработанных чуть позднее, уже не хватало. Но это была болезнь всех разработок того времени — они устарели почти сразу после принятия на вооружение.
2. Неправильно выбранный калибр — 2,5 дюйма. В результате мощность снаряда снаряжённого дымным порохом оказалась явно недостаточной. Трехдюймовые граната или шрапнель при чуть большем габарите и новом ВВ превосходили действие снарядов от пушки 1877 года во много раз.
3. Недостаточная дальность прямого выстрела и невозможность ведения огня с закрытых позиций. Увы. Подъемный механизм и прицел позволяли поражать цели только на дистанции примерно 1800 метров. А на такой дальности противник доставал расчёт уже из магазинных мелкокалиберных винтовок если не прицельно, то сосредоточенным групповым огнём.

### Десантная пушка
До начала русско-японской войны десантные пушки воевали мало. В 1900 году в битве за форты Дагу 3 русские канонерские лодки — «Гиляк», «Кореец» и «Бобр» из объединённого международного отряда мелкосидящих судов, выпустили из 3 2,5-дюймовых пушек 310 снарядов, у Инкоу расчёт с 2,5-дюймовой десантной пушкой канонерской лодки «Отважный» оборонял русский посёлок, а в Пекине рота моряков с их помощью обороняла русское посольство от восставших «ихэтуаней».
В ходе русско-японской войны 1904—1905 годов пушки использовались в действиях на суше (в обороне Порт-Артура на 17 июля 1904 года 24 2,5-дюймовые десантные пушки, снятые с кораблей 1-й Тихоокеанской эскадры, в конце осады осталось 10 2,5-дюймовых пушек и 4024 снаряда к ним. Большие потери пушек могут быть объяснены тем, что эти пушки имели оптический и рамочный прицелы только для стрельбы с открытых позиций на сравнительно небольшую дальность 1,83 км — в радиусе досягаемости практически всех японских орудий, винтовок и пулемётов под Порт-Артуром, а значительный остаток снарядов к концу обороны (4024 из примерно 15 400 к началу обороны только на кораблях), тем, что у них в боекомплектах была значительная часть шрапнелей, малоприменимых на сильнопересеченной местности, и маломощная, по сравнению даже с гранатами 87-мм лёгких пушек, которых на 17 июля в Порт-Артуре было 146, граната) и на море, в частности, на знаменитом крейсере 1-го ранга «Варяг» ко времени боя у Чемульпо их 2 по бортам под крыльями мостика на корабельных станках, но стреляли-ли они неизвестно — в источниках приводится только расход снарядов 152, 75 и 47-мм пушек, имевших дальность стрельбы 5,5 км и более, а японские корабли на дальность прицельной стрельбы пушек Барановского 1,83 км не приближались, и даже служили для береговой обороны Командорских островов.
Русско-японская война показала неэффективность 2,5" пушек, и в 1907—1908 годах флот отказался от них. В 1908 году морское ведомство предложило передать десантные пушки сухопутному ведомству, но Главное артиллерийское управление решительно отказалось, после чего пушки отправлены в переплавку.

### Влияние на развитие артиллерии
Изобретение Барановского опередило своё время. В 1880-х годах принципы устройства 2,5-дюймовых скорострельных пушек были заимствованы всеми странами.
Конструкция 3-дюймовой полевой скорострельной пушки образца 1902 года (Путиловский завод, СПб) целиком была основана на принципах, разработанных В. С. Барановским. Эта пушка превосходила по дальнобойности и эффективности шрапнельного выстрела скорострельные 75-мм французскую и 77-мм немецкую пушки и оказалась на редкость долговечной — она использовалась более 30 лет.